# Cupido philiasus
Cupido philiasus är en fjärilsart som beskrevs av Carl von Linné 1767. Cupido philiasus ingår i släktet Cupido och familjen juvelvingar. Inga underarter finns listade i Catalogue of Life.